# Szabó Alpár
Szabó Alpár (1990. július 26.–) magyar röplabdajátékos, a magyar férfi röplabda-válogatott és az osztrák SK Zadruga Aich/Dob játékosa.

## Klubjai
- 2008–2009  Kecskeméti RC
- 2009–2012  Fino Kaposvár SE
- 2012–2013  VBC Waremme
- 2013–2014  VC Argex Duvel Puurs
- 2013–2014  Kecskeméti RC
- 2014–2015  Fino Kaposvár SE
- 2015–2018  Vantaa Ducks
- 2018–2019 WWK Volleys Herrsching
- 2019–2021 Volleyball Bisons Bühl
- 2021-2022  Kecskeméti Röplabda Club
- 2022-2024  SK Zadruga Aich/Dob
- 2024-2025   Știința Explorări Baia Mare

## Sikerei, díjai
Fino Kaposvár SE
- magyar bajnok: 2010, 2011, 2012, 2015
- magyar kupagyőztes: 2010, 2011, 2012, 2015

Kecskeméti RC
- magyar bajnok: 2014
- magyar kupagyőztes: 2014

Vantaa Ducks
- legjobb blokkoló: 2016

WWK Volleys Herrsching
legjobb blokkoló: 2019
SK Zadruga Aich/Dob
- osztrák kupagyőztes 2024